# إميلي هورن
إميلي هورن (بالإنجليزية: Emily Horne)‏ هي عارضة وممثلة بريطانية، ولدت في 9 ديسمبر 1978.